# Eowa af Mercia
Eowa (eller Eawa) (død 642) var søn af den angelsaksiske konge Pybba af Mercia og bror til kong Penda. Eowa var sandsynligvis konge over Northern Mercia, da Historia Brittonum fra 700-tallet beskriver, at han var konge sammen med sin bror Penda.